# Мыс Святого Фаддея
Мыс Фаддея (ранее мыс Святого Фаддея) — мыс на таймырском берегу моря Лаптевых (Северный Ледовитый океан). Административно относится к Таймырскому Долгано-Ненецкому району Красноярского края России.
Мыс расположен на полуострове Фаддея, при устье залива Фаддея (около 30 км в ширину) на северо-западном его берегу, к юго-востоку от мыса Челюскин. Он состоит из каменного высокого утёса.
На нём местами находится белый камень; вязкая глина составляет его почву, покрытую изредка мхом, негодным для корма оленей. Лаптевым в 1739 году здесь был выкопан бивень мамонта и устроен деревянный опознавательный знак из плавника. От этого мыса вследствие льдов и позднего времени экспедиция Лаптева повернула обратно в Хатангский залив. Маяк на мысе — единственное сохранившееся до конца XX века навигационное сооружение Великой Северной экспедиции. Примерно в 50 м севернее оконечности мыса, на краю крутого берегового склона, находятся полуразрушенные остатки гурия, сложенного Челюскиным